# Stockheim (Rhön-Grabfeld)
Stockheim è un comune tedesco di 1 165 abitanti, situato nel land della Baviera.